# Microlycus collaris
Microlycus collaris is een vliesvleugelig insect uit de familie Eulophidae. De wetenschappelijke naam is voor het eerst geldig gepubliceerd in 1980 door Szelényi.